# Steinweg 55 (Quedlinburg)

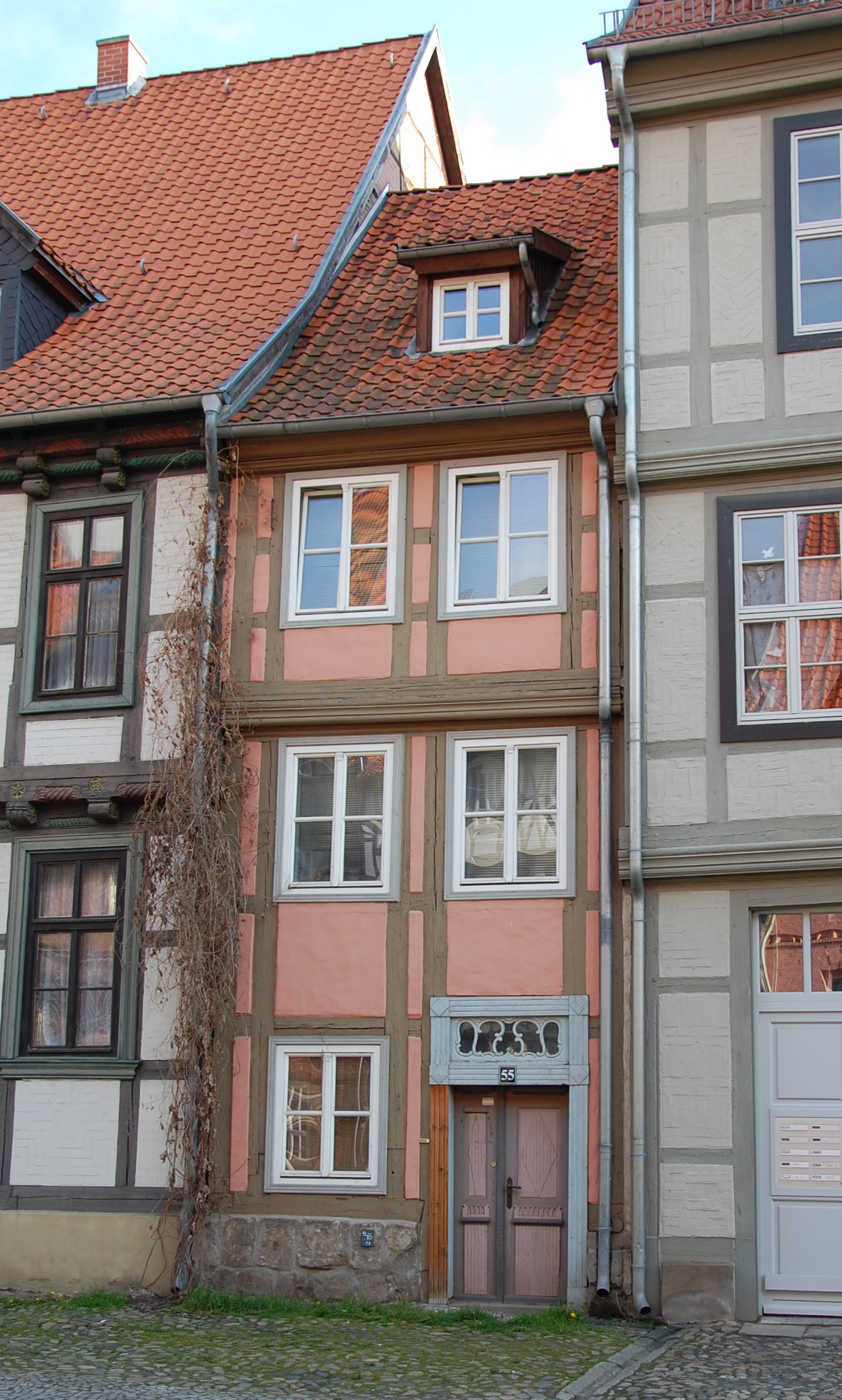
Haus Steinweg 55

Das Haus Steinweg 55 ist ein denkmalgeschütztes Gebäude in der Stadt Quedlinburg in Sachsen-Anhalt.

## Lage
Es befindet sich in der historischen Quedlinburger Neustadt auf der Südseite des Steinwegs und gehört zum UNESCO-Weltkulturerbe. Im Quedlinburger Denkmalverzeichnis ist es als Wohnhaus eingetragen. Östlich grenzt das gleichfalls denkmalgeschützte Haus Steinweg 54, westlich das Haus Steinweg 56 an.

## Architektur und Geschichte
Das kleine, lediglich drei Gebinde breite, barocke Fachwerkhaus entstand in der Zeit um 1760. An der Fachwerkfassade befindet sich eine Profilbohle. Oberhalb der Hauseingangstür ist ein aus der Bauzeit des Gebäudes stammendes Oberlicht im Stil des Rokoko angeordnet. Die heutige Haustür im klassizistischen Stil stammt aus dem frühen 19. Jahrhundert.